# Vorticizmus
A vorticizmus rövid életű, radikális avantgárd, modernista mozgalom a brit képzőművészetben és irodalomban, a 20. század elején. A mozgalom központja London volt, de nemzetközi volt megjelenésében és ambícióiban. A vorticisták jól elkülöníthető stílusa a gépkorszak formáit használja fel energikus képzelőerővel alkotáskor. Szándékoltan felkarolja a modernitást és elsöpri az edwardiánus múltat. Fő alkotóművészei: Wyndham Lewis, Jacob Epstein és Henri Gaudier-Brzeska.

## Eredete
A vorticista csoport a Rebel Art Centre létrejöttével kezdődött. Wyndham Lewis és mások alapították, amikor nézeteltérésük támadt az Omega Workshopok alapítójával, Roger Fryjal. Művészi gyökerei a Bloomsbury Csoportban, a kubizmusban és a futurizmusban keresendők. Lewis maga ezeknek az irányzatoknak, valamint az expresszionizmusnak független alternatívájaként tekintett a vorticizmusra.
A stílus a kubizmusból nőtt ki, mégis közelebb áll a futurizmushoz a dinamizmus, a gépkorszak, és minden modern (kubo-futurizmus) felkarolásával.
Divergenciát abban mutat, ahogy a mozdulatot egy képben próbálja meg elkapni. Egy vorticista festményben a modern élet mint sima vonalak és vad színek soraként jelenik meg, mely a szemet a vászon középpontjába vonzza.
A vorticizmus elnevezést 1913-ban Ezra Pound adta a mozgalomnak, jóllehet Lewis, a mozgalom középponti alakja már évek óta ebben a stílusban festett.

## Tagjai
Lewis mellett a fő csoporttagok Malcolm Arbuthnot, Lawrence Atkinson, a BLAST egyik aláírója, David Bomberg, Alvin Langdon Coburn, Jacob Epstein, Frederick Etchells, Henri Gaudier-Brzeska, Cuthbert Hamilton, Christopher Nevinson, William Roberts, és Edward Wadsworth. Női alkotók a mozgalomban Jessica Dismorr, Helen Saunders és Dorothy Shakespear. Napjaink aktív tagja Lawrence Atkinson unokája, Christian N Atkinson. 1939-ben, Aldeburgh-ban született, ma Capel St. Andrew-ban él. Néhány keresztény témájú munkája látható a Saatchi-n online.

## BLAST
A vorticisták irodalmi magazinja két megjelenést élt meg. Az első 1914 júliusában, a második 1915 júliusában, melyeket Lewis szerkesztett. Ezra Pound, T. S. Eliot és a vorticisták munkáit szerepeltette. Az újság tipográfiailag kalandos szintén úttörő megjelenése El Liszickijnek köszönhető, aki a grafikus tervezés 1920-as és 30-as forradalmának egyik nagy előfutára volt.

## Örökségük
A vorticisták 1915-ben, Londonban, a Doré Galleryben rendezték meg kiállításukat. A fő szekciót Jessica Dismorr, Frederick Etchells, Lewis, Gaudier-Brzeska, William Roberts, Helen Saunders és Edward Wadsworth munkái adták. Volt egy kisebb tárlatrész is "meghívottak " címmel, mely pár más munkát is bemutatott. Jakob Epstein nem szerepelt, bár munkái a BLAST-ban megtalálhatók.
Ezt követően a mozgalom felbomlott, nagyrészt az I. világháború valamint a közönség munkáik iránt tanúsított apátiája miatt. Gaudier-Brzeska katonaként hunyt el. Az olyan vezető alakok, mint Epstein stilisztikailag elhatárolódtak Lewistól. Lewis 1920-as rövid kísérlete, hogy a mozgalmat újraélessze X csoport néven, eredménytelen volt. Pound mégis Lewisszal folytatott levelezésében elkötelezettségét fejezte ki a mozgalom céljai mellett, még negyven évvel elhalása után is.

## Lewis szerepe
Lewis centralitását inkább kapcsolatainak, polemizáló és magamutogató attitűdjének köszönheti, semmint műveinek. Az 1956-os Tate Galéria-kiállítás Wydham Lewis és a vorticizmus néven rávilágított prominens szerepére. Ez sok más tagot ingerelt. Vomverg és Roberts - "Vortex pamflet" írássorozatot jelentettek meg a témában. Mindketten erősen protestáltak Lewis öntudatos fellépésével szemben, ami nyomtatásban is megjelent a kiállítás katalógusában: "A vorticizmus gyakorlatilag az volt, amit én magam személyesen tettem és mondtam egy bizonyos időszakban."

## Tárlatok
- A Nasher Múzeum, Duke Egyetem, 2010. szept. 30. és 2011. jan. 2. között kiállítást tartott "a vorticisták: rebellis művészek Londonban és New Yorkban 1914-18 között címmel.
- A Peggy Guggenheim Gyűjtemény, Velence 2011.01.29.-05.15. között tartott a témában kiállítást.
- A Tate Britain a Vorticisták: Manifesto a modern világnak címmel 2011. jún. 14. és szeptember 4. között tartotta kiállítását.

## Külső linkek
- Workshop, Vorticista festmény cca. 1914-5, Wyndham Lewis
- www.vorticism.co.uk Archiválva 2020. augusztus 14-i dátummal a Wayback Machine-ben, info a Vorticizmusról
- Ezra Pound: Vorticism
- www.npg.org.uk/wyndhamlewis, Wyndham Lewis kiállítás a National Portrait Galleryben, London, 3 July – 19 October 2008
- TATE glossary Archiválva 2011. augusztus 2-i dátummal a Wayback Machine-ben